# Уборщица

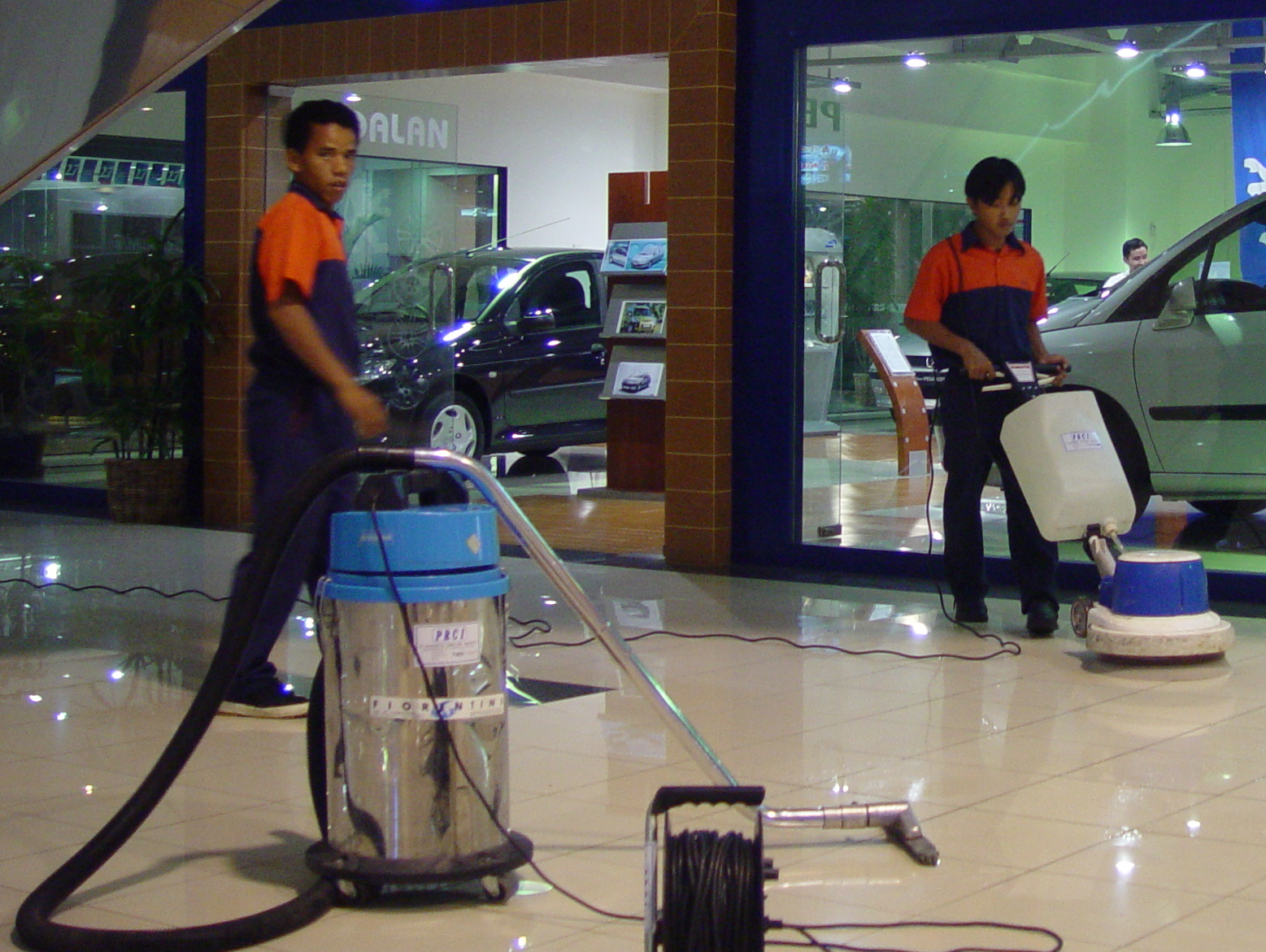
Уборщики в Джакарте (Индонезия)

Уборщица, уборщик — работник, отвечающий за уборку помещений. Уборщики убирают офисы, детские сады, школы, поликлиники, больницы, автосалоны и т. д.
В конце XIX века появились клининговые компании (от англ. cleaning — «уборка»), которые предоставляют организациям аутсорсинг функции уборки, а также могут оказывать услуги и физическим лицам.
В XIX—XX веках, когда появились пылесосы, уборочные машины и более эффективные средства для удаления грязи, труд уборщиков стал легче. 